# Świadkowie Jehowy w Gwinei
Świadkowie Jehowy w Gwinei – społeczność wyznaniowa w Gwinei, należąca do ogólnoświatowej wspólnoty Świadków Jehowy, licząca w 2023 roku 1217 głosicieli, należących do 27 zborów. W 2023 roku na dorocznej uroczystości Wieczerzy Pańskiej zgromadziło się 4616 osób. Działalność miejscowych głosicieli nadzoruje Biuro Oddziału w Sierra Leone. Biuro krajowe znajduje się w Konakry.

## Historia
W Gwinei działalność kaznodziejską rozpoczęto na początku lat 50. XX wieku w głębi kraju, a do stolicy Konakry, dotarła na początku następnej dekady. W roku 1958 Świadek Jehowy z ówczesnego Dahomeju rozpoczął działalność w mieście Fria. W roku 1960 w Konakry działało dwóch głosicieli pochodzących z zagranicy. W kwietniu 1961 roku powstał tam pierwszy zbór. W następnych latach powstały grupa w Fodédou i w Guéckédou. W 1964 roku w Fodédou powstała pierwsza w Gwinei Sala Królestwa, a druga w 1969 roku w Konakry. Od roku 1966 w zborach prowadzone są kursy czytania i pisania. W roku 1968 osiągnięto liczbę 100 głosicieli.
Do 1 marca 1961 roku nadzór nad działalnością Świadków Jehowy w Gwinei sprawowało francuskie Biuro Oddziału. Od tego dnia działalność koordynuje Biuro Oddziału w Sierra Leone. W 1987 roku do Gwinei przyjechali misjonarze, absolwenci Szkoły Gilead, którzy rozpoczęli współpracę z jedynym istniejącym wtedy w kraju stołecznym zborem.
W styczniu 1987 roku odbył się pierwszy kongres w tym kraju pod hasłem „Pokój Boży”, w którym uczestniczyli również delegaci z sąsiedniego Sierra Leone. Świadkowie Jehowy z Sierra Leone oraz Liberii przekraczali granicę bez kontroli granicznej na podstawie plakietki kongresowej. Na kongresie w mieście Guéckédou zgromadziły się 1132 osoby, obecny był również gubernator prefektury Guéckédou. Rok później przekroczono liczbę 200 głosicieli. W 1990 roku powstała Sala Zgromadzeń.
15 grudnia 1993 roku zarejestrowano Chrześcijański Związek Świadków Jehowy w Gwinei. Pod koniec lat 90. XX wieku liczba głosicieli oscylowała w okolicach 1000, co było spowodowane napływem uchodźców z Sierra Leone. W kolejnych latach powrócili oni do swego kraju, a liczba miejscowych Świadków Jehowy wynosiła około 770 osób.
Od lipca 2014 roku we wszystkich zborach przedstawiany jest specjalny wykład „Posłuszeństwo ratuje życie”, którego celem jest szerzenie wiedzy o praktycznych sposobach zapobiegania zakażeniem się gorączką krwotoczną Ebola.
W 2014 roku w Gwinei działalność misjonarską prowadziło 31 misjonarzy Świadków Jehowy. W latach 1947–2014 było ich łącznie 88.
7 lutego 2021 roku Joseph Mensah, członek Komitetu Oddziału w Liberii, ogłosił wydanie Chrześcijańskich Pism Greckich (Nowego Testamentu) w Przekładzie Nowego Świata w języku kissi. W związku z pandemią COVID-19 zorganizowano specjalne zebrania w trybie wideokonferencji. W 2021 roku osiągnieto liczbę 1232 głosicieli, a na uroczystości Wieczerzy Pańskiej zebrało się 4076 osób.
Zebrania zborowe odbywają się w językach: francuskim, kissi, guerze, pular, angielskim i amerykańskim migowym, a kongresy we francuskim oraz kissi.